# Калакуцкий, Николай Вениаминович
Николай Вениаминович Калакуцкий (Калакутский) (9 [21] февраля 1831 — 17 [29] января 1889) — русский военный инженер-металловед, генерал-майор.

## Биография
Родился в родовом имении села Дятлово в Бельском уезде Смоленской губернии, в семье подпоручика (в дальнейшем подполковника артиллерии) Вениамина Семёновича Калакуцкого (1807—1855) и Любови Петровны (урожд. Трегар). Семья была многочисленной — 8 детей, 4 сына и 4 дочери; известность также получил брат Николая, Александр (1835—1893) — генерал-майор, герой русско-турецкой войны 1877—1878 годов.
Сначала учился в Тульской гимназии, а с 1845 года — в Петербургском дворянском полку — был зачислен сразу в 3-й класс, в 3-ю дворянскую роту. Был выпущен из полка прапорщиком полевой артиллерии 23 июля 1849 года.
Специалист по артиллерии, участвовал в Турецкой кампании 1853—1855 гг. Сразу после окончания войны подал рапорт с просьбой о переводе на военный завод, однако был оставлен в армии. После повторной просьбы в 1861 году он был всё-таки назначен младшим приёмщиком стальных орудий на только что построенную первую в России сталепушечную фабрику в Златоусте. Здесь, в 1862 году началось его трудовое содружество с Александром Степановичем Лавровым, назначенным старшим приёмщиком орудий.
Основательно изучив ряд иностранных языков, Калакуцкий сделал переводы французского учёного Этьена Сизанкура «Этюды о стали» и английского учёного Оскара Эде «Руководство для обработки стальных изделий». В 1866 году была напечатана его статья «Проба стальных орудий»; в 1867 году в четырёх номерах «Артиллерийского журнала» была напечатана его монография объёмом 135 страниц, рассматривавшая широкий круг вопросов сталепушечного производства. В 1869—1870 годах Калакуцкий опубликовал статьи по истории артиллерии: «Громадные орудия прежнего времени» и «О старинных русских орудиях».
С 1871 по 1884 годы он работал старшим приёмщиком Обуховского сталелитейного завода. Основные его труды этого времени: по строению стального слитка, повышению прочности орудийных и ружейных стволов. Он открыл и объяснил ликвацию в стали (совместно с А. С. Лавровым). Его исследование «О внутренних напряжениях чугуна и стали» (СПб., 1887) уже в 1888 году было переведено на английский и французский языки. За статью «Испытания ствольной стали и опыты над малокалиберными стволами разных заводов» в 1878 году получил премию Дядина.
В 1884 году вышел в отставку в звании генерал-майора артиллерии; ему была назначена небольшая пенсия и он продолжал работать на Обуховском заводе главным техником.
Калакуцкий неоднократно выезжал за границу. С декабря 1879 года он несколько месяцев провёл во Франции. Он не только осматривал французские заводы, но и оказывал им помощь в производстве артиллерийских орудий, за что в феврале 1881 года был награждён офицерским крестом ордена Почётного легиона. Также он имел российские ордена: Св. Станислава 3-й и 2-й ст., Св. Владимира 4-й с бантом и 3-й ст., Св. Анны 3-й и 2-й ст.
Результатом поездки в 1886 году в Англию стала фундаментальная статья «Новая английская артиллерия в начале 1886 года», имевшая большое практическое значение.
Похоронен на Никольском кладбище Александро-Невской лавры (могила не сохранилась).